# Toshio Motoya
Toshio Motoya (元谷 外志雄, Motoya Toshio) est un entrepreneur, essayiste et éditeur japonais, il est le président du Groupe APA (« Always Pleasant Amenities »), qui comprend APA Hotels & Resorts, l'une des plus grandes chaînes d'hôtels du Japon, avec 357 établissements et 58.000 chambres.

## Groupe APA
Motoya a fondé le groupe immobilier APA dans la Préfecture d'Ishikawa en 1971. La division hôtelière exploite plus de 500 propriétés à travers le Japon. Fumiko, épouse de Motoya et présidente de la chaîne d'hôtels, est très connue au Japon : son image apparaît sur beaucoup de panneaux publicitaires stratégiquement placés à proximité des grandes gares du pays.
Au moins quatre des hôtels de la société ont été temporairement fermés en 2007, après qu'il a été découvert qu'ils ne répondaient pas aux strictes normes de sécurité en cas de tremblement de terre, et qu'un cabinet d'architecture a utilisé des données erronées dans son évaluation de la sécurité des bâtiments.
Depuis 2016, le groupe est aussi propriétaire de la chaîne d’hôtels "Coast Hotels", en Amérique du Nord.
Selon le magazine Forbes, Motoya est la 27e personne la plus riche du Japon en 2020; sa fortune est estimée à 1, 45 milliard de dollars US.

## Engagement politique
Vigoureux partisan du Parti Libéral-Démocrate du Premier Ministre Shinzô Abe, dont il a été vice-président du groupe de soutien (Anshin-kai), et féroce critique de l'ancien Premier Ministe Naoto Kan du Parti Démocratique du Japon, Motoya est lié à des causes politiques de droite au Japon, et considère l'implication du Japon dans la Seconde Guerre mondiale, en général, sous un jour positif. Il milite activement pour changer la constitution du Japon. 
Motoya publie un magazine qui s'appelle Apple Town, dont certaines parties sont traduites en anglais, qui est distribué par le biais du réseau de propriétés APA  et qui met l'accent sur l'économie et les questions de politique étrangère. Dans ce magazine, Motoya, sous le nom de plume de Seiji Fuji, a écrit des essais plaidant pour des augmentations dans le budget de la défense du Japon et suggérant que le mouvement japonais anti-nucléaire, qui a pris de l'ampleur à la suite de l'accident nucléaire de Fukushima, est partie d'un complot ourdi par les États-Unis.
Dans une interview de la série nommée « Big Talk », Motoya a exprimé l'opinion selon laquelle « l'agression japonaise », le Massacre de Nankin, et les « femmes de réconfort » sont  « des histoires inventées » ou « fictives »,. Sous le nom de plume de Seiji Fuji, Motoya a également publié un livre intitulé Histoire Moderne Théorique: La Véritable Histoire du Japon. Dans ce livre, Motoya a réitéré sa conviction que le Massacre de Nankin et les femmes de confort étaient des mensonges créés par la Chine et la Corée. En outre, il a dit qu'il « allait soutenir de façon maximale » le gouvernement Abe, qui peut être utilisé à l'encontre de la Chine et de la Corée sur ces questions historiques. Certaines organisations touristiques chinoises ont appelé au boycott de la chaîne. En 2017, à la demande des organisateurs des huitièmes Jeux asiatiques d’hiver qui se tenaient à Sapporo, l'APA Hotel & Resorts de Sapporo a retiré le livre de Motoya de ses chambres pour éviter d'embarasser les athlètes des nations participantes.
Motoya a des liens étroits avec l'ancien chef des forces d'auto-défense japonaises Toshio Tamogami, qui fut contraint de démissionner à la suite d'une controverse après qu'un essai qu'il avait écrit pour défendre l'implication du Japon dans la Seconde Guerre mondiale a attiré l'attention du public en 2008. L'essai de Tamogami selon lequel le Japon a été entraîné par force dans la Seconde Guerre mondiale par Chiang Kai-shek et Franklin D. Roosevelt avait été écrit dans le cadre d'un concours de dissertation organisé et parrainé par Motoya sur le thème de « La Véritable Interprétation de l'Histoire Moderne ». Motoya était également à la tête du jury qui a décerné le premier prix d'une valeur de ¥3 millions à Tamogami. Après que la révélation de la participation de Tamogami à ce concours a provoqué une tempête politique et médiatique au Japon, Motoya a défendu la compétition en disant que le concours avait pour raison d’être d'avoir « une vue historique correcte permettant au Japon » de se réinventer comme un « véritable État indépendant ». La polémique politique a enflé à la suite de la révélation que 98 participants sur 235 étaient des membres des forces armées du Japon, dont Tamogami et 77 autres officiers de l'armée de l'air. Un livre publié par Motoya, La vérité choquante de l'Histoire Moderne, contenant 13 essais sélectionnés du concours, y compris celui de Tamogami, est en vente à la fin de 2008 en librairie et dans les hôtels APA.

## Antisémitisme
En janvier 2017, Motoya a écrit dans le magazine de son groupe que « les capitaux juifs » sont toujours un facteur des « guerres américaines, de la Guerre du Vietnam à la Guerre en Irak ». Selon lui, « le peuple juif contrôle l'information, les finances et les lois américaines, et il bénéficie grandement de la mondialisation parce qu'il déplace ses énormes profits dans des paradis fiscaux pour ne pas payer d'impôts. ». À la suite de critiques exprimées contre ces propos, Motoya a présenté ses excuses et il a écrit dans un numéro suivant de son magazine (avril 2017) : « Je souhaite toujours complimenter le peuple juif, que je considère comme sage, doté d'excellentes capacités dans les domaines de l'information, des finances et du droit. Toutefois, au vu de leur histoire de souffrance, j'ai décidé que mes déclarations étaient allées trop loin et je les ai retirées de [notre] site internet ».
Motoya est aussi l'auteur d'un essai intitulé « Le Japon devrait utiliser des entreprises de marketing juives pour corriger les mensonges de l'histoire ».